# Wer hat das Gras weggeraucht?
Wer hat das Gras weggeraucht? ist das siebte Soloalbum des deutschen Rappers B-Tight. Es erschien am 3. Februar 2017 über das Label Jetzt Paul und wird von Groove Attack vertrieben. Neben den 14 Albumsongs sind auch 18 alte Lieder von B-Tight und Die Sekte, die aus der Zeit vor seinem kommerziellen Durchbruch stammen, auf dem Tonträger enthalten.

## Covergestaltung
Das Albumcover ist in Schwarz-weiß gehalten und zeigt ein Mandala, das u. a. aus Musikkassetten, Hanfblättern und Sternen besteht. In der Mitte befindet sich der weiße Schriftzug Wer hat das Gras weggeraucht? und am Rand steht der Schriftzug B-Tight ringsherum.

## Gastbeiträge
Auf vier Liedern des Albums treten neben B-Tight andere Künstler in Erscheinung. So ist der Titelsong Wer hat das Gras weggeraucht eine Kollaboration mit der Rapperin Nura sowie den Rappern Smoky, Sido, Plusmacher und Estikay. An Jeder pumpt es ist die Rapperin Juju beteiligt, während der Rapper Frauenarzt auf Mörder zu hören ist. Zudem arbeitet B-Tight bei Auf Tour mit Unoo, Viruz und den Beathoavenz zusammen.
Auf der zweiten CD sind neben den Rappern von Die Sekte viele weitere Untergrundrapper vertreten, darunter Orgi 69, Taktloss und MC Bogy.

## Titelliste
| #  | Titel                        | Gastbeiträge                           | Länge |
| -- | ---------------------------- | -------------------------------------- | ----- |
| 1  | Bob der Baumeister           |                                        | 2:22  |
| 2  | So wie du                    |                                        | 3:31  |
| 3  | So high 2017                 |                                        | 3:07  |
| 4  | Wer hat das Gras weggeraucht | Nura, Smoky, Sido, Plusmacher, Estikay | 5:00  |
| 5  | Spliffpolitik                |                                        | 3:28  |
| 6  | Jeder pumpt es               | Juju                                   | 2:28  |
| 7  | Übertreiber                  |                                        | 3:06  |
| 8  | Einen Scheiß wert            |                                        | 3:43  |
| 9  | Rich Kids                    |                                        | 3:17  |
| 10 | Auf Tour                     | Unoo, Viruz, Beathoavenz               | 2:34  |
| 11 | Mörder                       | Frauenarzt                             | 3:40  |
| 12 | In einer Gegend              |                                        | 3:37  |
| 13 | Wünsche                      |                                        | 3:42  |
| 14 | Gift                         |                                        | 3:23  |

Best of Sektetapes:
| #  | Titel            | Gastbeiträge                                                             | Länge |
| -- | ---------------- | ------------------------------------------------------------------------ | ----- |
| 1  | Eiswasser        |                                                                          | 2:55  |
| 2  | Tessa & B-Tight  | Tessa                                                                    | 2:37  |
| 3  | Royal TS         | Sido, Calle                                                              | 3:14  |
| 4  | Sehr geil        | Sido, Joka, Gauner, Vokalmatador                                         | 3:49  |
| 5  | Sladorama        | Frauenarzt, Orgi 69, Sido, Taktloss, MC Bogy, Vokalmatador, Rhymin Simon | 5:03  |
| 6  | So high          |                                                                          | 3:51  |
| 7  | Open Mic         | Calle, Bendt, Rhymin Simon, Vork, Dent, Vokalmatador, Milos              | 4:45  |
| 8  | A Little Story   | Sido                                                                     | 4:16  |
| 9  | Dän Dändän Dän   | Die Sekte                                                                | 4:19  |
| 10 | Arbeit           | Sido, Funk Füxe                                                          | 5:43  |
| 11 | Back in Dissness | Sido                                                                     | 3:32  |
| 12 | Die Quelle       | Die Sekte, Lingo                                                         | 4:25  |
| 13 | Scheiß auf alles | Die Sekte                                                                | 4:08  |
| 14 | Junkieflows      | Die Sekte                                                                | 3:24  |
| 15 | Du bist nicht    |                                                                          | 2:33  |
| 16 | Ein Tag          |                                                                          | 2:43  |
| 17 | Halt dein Maul   | Sido                                                                     | 3:25  |
| 18 | Yippiekayo       | Sido                                                                     | 3:12  |

## Chartplatzierungen und Singles
Wer hat das Gras weggeraucht? stieg am 10. Februar 2017 auf Platz 3 in die deutschen Albumcharts ein, fiel in der folgenden Woche auf Rang 92 und verließ anschließend die Top 100. Auch in Österreich und der Schweiz erreichte das Album die Charts und belegte Position 5 bzw. 28.
Als Singles wurden die Lieder Wer hat das Gras weggeraucht, Einen Scheiß wert und Mörder, zu denen auch Musikvideos erschienen, ausgekoppelt.

## Rezeption
| Professionelle Bewertungen | Professionelle Bewertungen |
| -------------------------- | -------------------------- |
| Kritiken                   |                            |
| Quelle                     | Bewertung                  |
| laut.de                    | [ 4 ]                      |
| rappers.in                 | [ 5 ]                      |

Dani Fromm von laut.de bewertete Wer hat das Gras weggeraucht? mit zwei von möglichen fünf Punkten. Das Album habe „inhaltlich wie musikalisch verdammt wenig zu bieten“ und drehe sich fast durchgängig ums Kiffen. Auch die Produktion habe immer die gleiche Ästhetik mit wuchtigen Bässen und flachen Elektrosounds.